# ELM–2084
Az ELM–2084 (más jelölés szerint  EL/M-2084) egy többfunkciós, három dimenziós (3D) AESA technológiát használó radarrendszer. Az  izraeli ELTA vállalat által kifejlesztett radar légvédelmi feladatokra és tüzérségi lövedékek pályájának bemérésére egyaránt alkalmas. Legismertebb alkalmazása: az Izrael területét védelmező „Iron Dome” vagyis „Vaskupola”-rendszert az ELM–2084 radar látja el célinformációkkal 2010-es szolgálatba állása óta. 2020 decemberében szerződés született 11 darab ELM–2084 radar beszerzésére a Magyar Honvédség számára. Az első példányok 2024 júniusában kerültek hivatalosan is átadásra.

## Kialakítása, jellemzői
Az ELM–2084 az egyik legmodernebb és leghatékonyabb légvédelmi radar, hiszen eleve olyan kis radarkeresztmetszetű (RCS) gyorsan mozgó tüzérségi lövedékek és rakéták bemérésére fejlesztették ki, amelyek rövid idő alatt nagy tömegben lepik el a légteret.
Erre a komoly műszaki kihívást jelentő feladatra adott válaszként született meg az ELM–2084 többfunkciós radar, amely akár 1100 légi célt is képes követni, miközben újabbak után kutat (Search & Track). A radar AESA technológiát használ és irányszöget, magasságot és távolságot egyaránt mér, vagyis 3 dimenziós. Maximális hatótávolsága is jelentős: eléri a 256 tengeri mérföldet, ami 474 km-nek felel meg. (Ez az a hatótávolság ahonnét a radar még képes visszaverődő jeleket észlelni, a gyakorlatban a tényleges észlelési távolság ennél lényegesen kevesebb szokott lenni.) A radar 30 ezer méteres magasságban repülő célokat is képes detektálni.
A radar 360 fokban forogva képes figyelni az egész légteret, de szükség esetén folyamatosan képes a légtér egy 120 fokos szegmensét szemmel tartani. Tüzérségi lövedékek becsapódási és indítási helyének meghatározásához csak a fix 120 fokos légtérfigyelés alkalmas. Utóbbi feladatkörben a radar nagyon pontos: 0,3% (CEP)  pontossággal képes a lövedék vagy rakéta kiindulási és várható becsapódási helyét meghatározni. A radar lehetővé teszi, hogy maximum 2 percen belül ellencsapást indítsanak az ellenséges tüzérségi eszközre.
Az ELM–2084 többfunkciós radar ötféle változatban készül:
- M-MMR - közepes, nagy mobilitású radar tüzérségi és légvédelmi feladatokra egyaránt alkalmazható.
- F-MMR
- D-MMR
- MS-MMR - multi-szenzoros nagy teljesítményű radar
- H-MMR - statikusan, épületre telepített nagy teljesítményű radar

A közepes méretű változat: az M-MMR tüzérségi lövedékeket típustól függően az alábbi távolságokból deríti fel és határozza meg azok kiindulási helyét.
| Eszköz típus    | Kategória | Felderítési távolság |
| --------------- | --------- | -------------------- |
| Csöves tüzérség | Könnyű    | 50 km                |
| Csöves tüzérség | Közepes   | 60 km                |
| Csöves tüzérség | Nehéz     | 65 km                |
| Aknavető        | Könnyű    | 40 km                |
| Aknavető        | Nehéz     | 60 km                |
| Rakéta          | Könnyű    | 65 km                |
| Rakéta          | Közepes   | 80 km                |
| Rakéta          | Nehéz     | 90 km                |

## Alkalmazás a Magyar Honvédségben
2020 decemberében szerződés született 11 darab ELM–2084 radar beszerzésére a Magyar Honvédség számára. A radarok a Rheinmetall Canada vállalat segítségével lesznek NATO-kompatibilissá alakítva a magyar igényeknek megfelelően. Az első kezelőkontingens 2022 áprilisában ment ki Izraelbe kiképzésre és várhatóan 2024-től áll rendszerbe az első radarállomás.
Az első öt nagy hatótávolságú légtérellenőrző, amely az ország légterének forgalmát figyeli és ellenőrzi, a második csoportba pedig mobil közepes hatótávolságú radarok, valamint M-MMR változatú tüzérségi radarok tartoznak, amelyek képesek drónok, tüzérségi, aknavető gránátok érzékelésére, és kiindulási pontjuk meghatározására is. Az ELM–2084 radarok közül három kerül majd a 101. tüzérosztály állományába az ellenséges tüzérségi tűz bemérésének céljából.
A magyar radarok egy része itthon, Nyírteleken lesznek összeszerelve és a későbbiekben karbantartva.

Fotók tanúság szerint az első radarok már szolgálatban álltak 2024 elején. 2024. június 7-én az első radar hivatalosan is átadásra került a Honvédség számára.

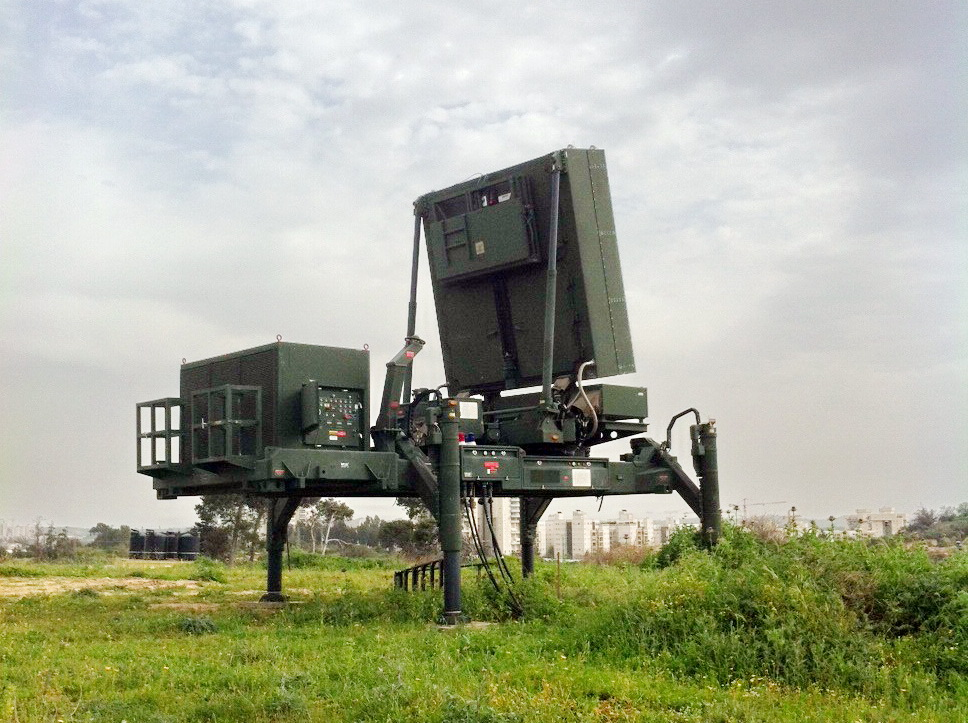
ELM–2084 radar a Vaskupola rendszer részeként
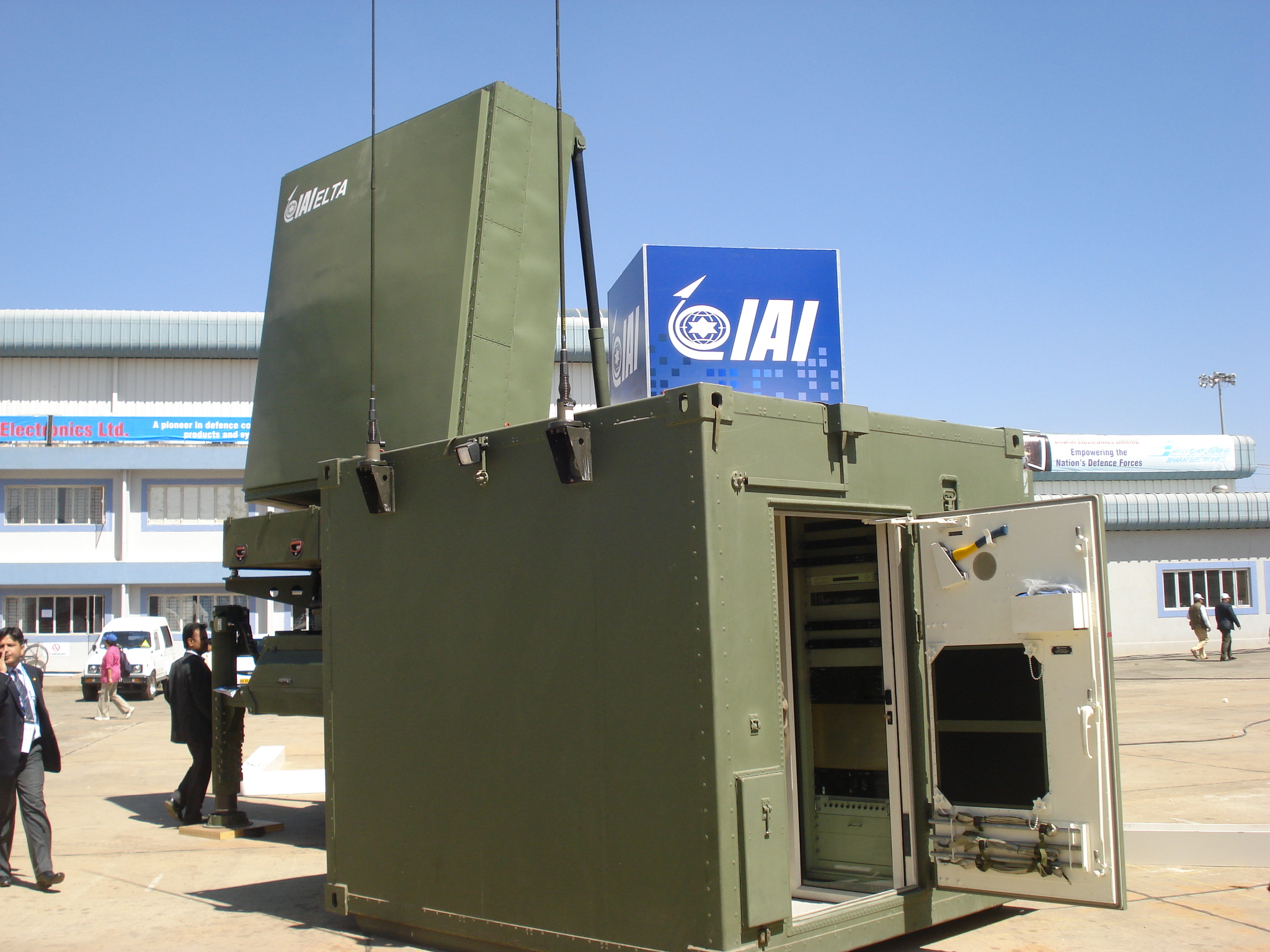
ELM–2084 radarállomás
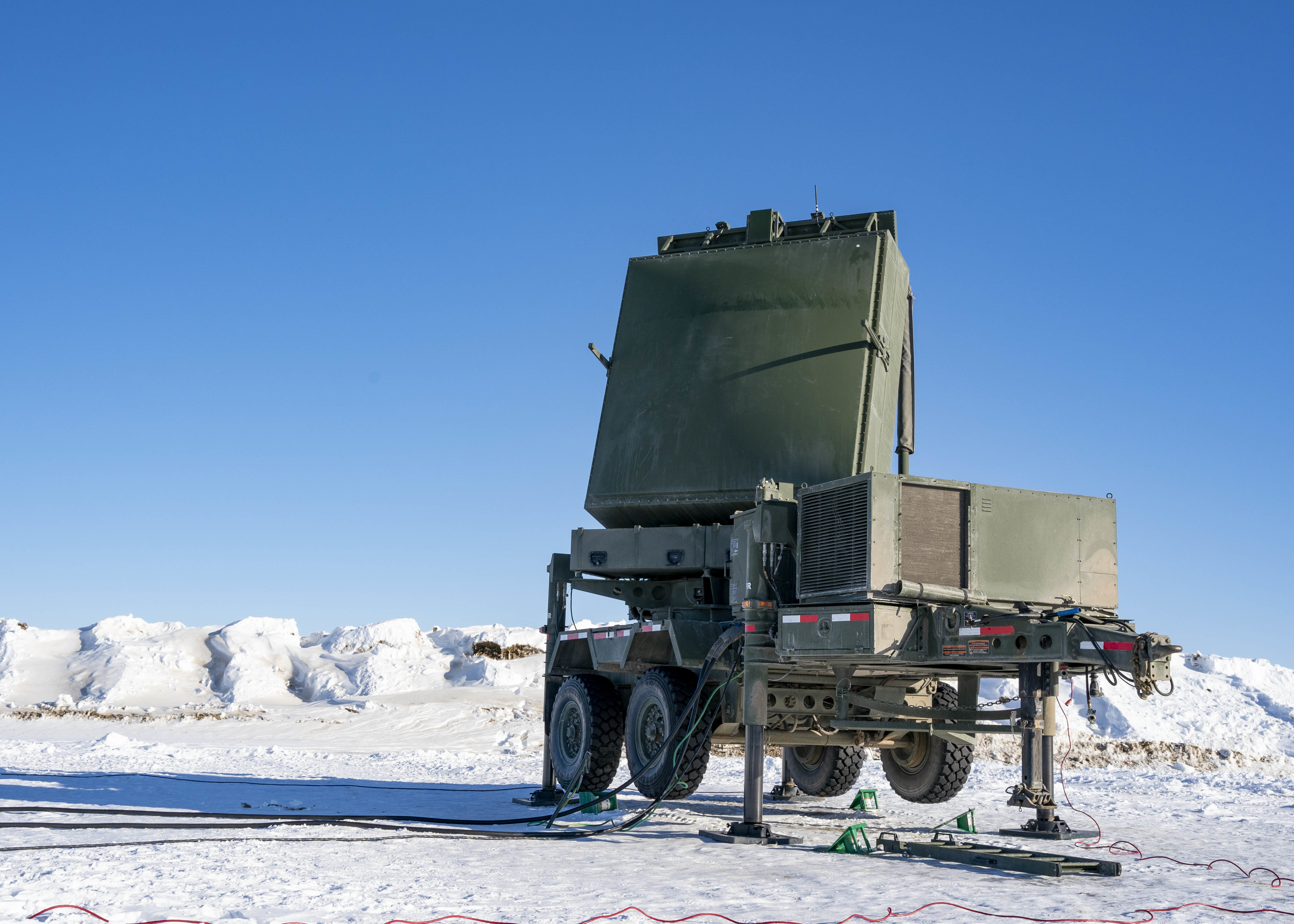
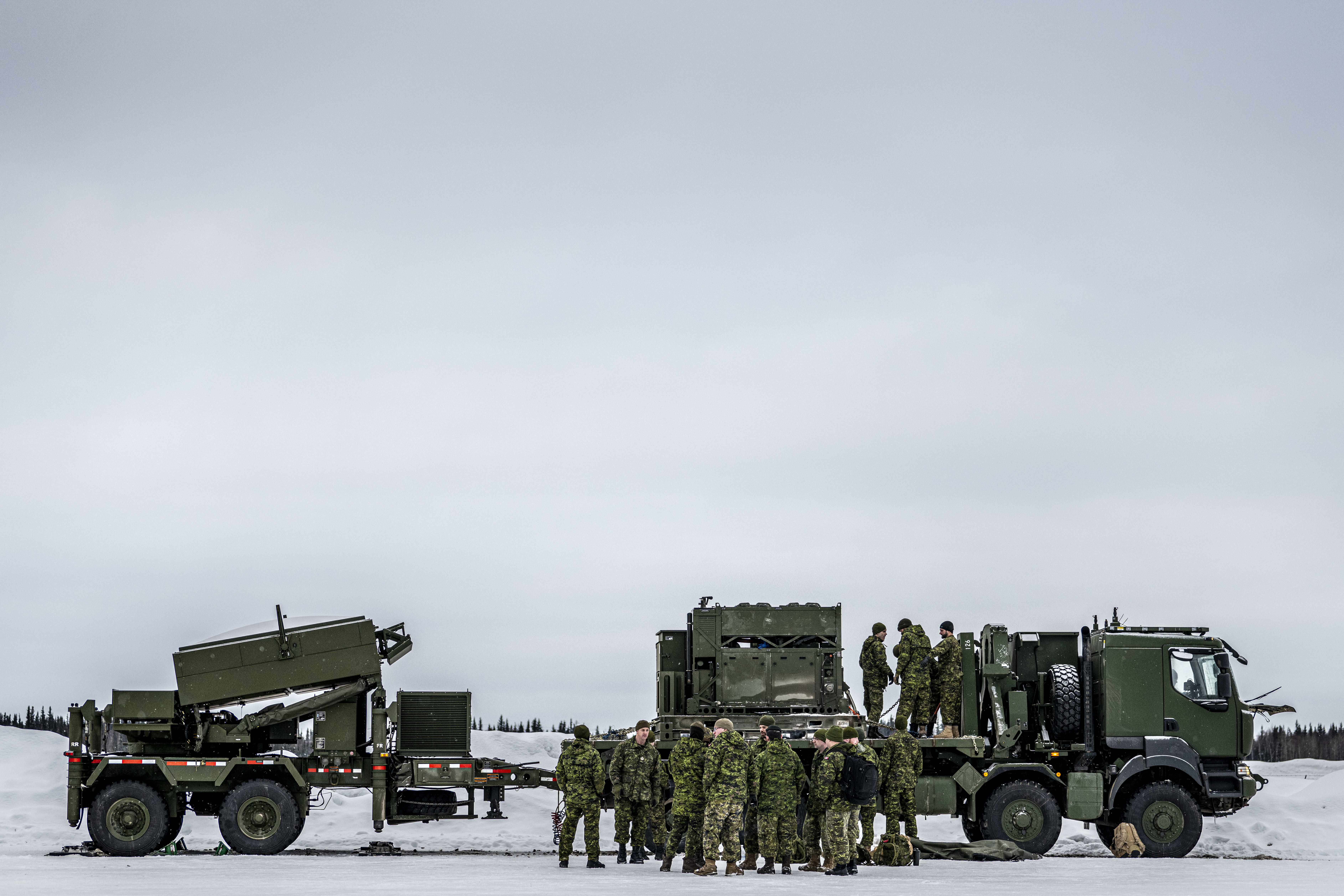

## Rendszeresítő országok
- Csehország - 5 radar kerül megrendelésre 2019-ben, mind az öt radar 2023-ig fog megérkezni.[11]
- Finnország - tüzérségi helymeghatározó (WLR) feladatkörre szereztek be ELTA radarokat.[12]
- Izrael - a fejlesztő ország, az Iron Dome vagyis a "Vaskupola" részeként  2010 óta alkalmazza a ELM–2084 radarokat
- India - a radar haditengerészeti változatát szerezte be Kolkata-osztályú rombolóihoz.[13]
- Kanada - 10 ELM–2084 radart rendeltek meg 2015-ben, 2020-ban álltak szolgálatban.[14]
- Magyarország - 11 darab ELM–2084 radar került beszerzésére a Magyar Honvédség számára 2023 és 2028 között[1][6]
- Szingapúr - ismeretlen számú radar került beszerzésre.[15]
- Szlovákia - 2021. március 25-én 17 radart rendelt 148 millió euró értékben, ami 8,7 millió eurós átlagárat jelent.[16]
- Vietnám - Spyder légvédelmi rendszerük mellé szereztek be ELM–2084 radarokat fotók tanúsága szerint[17]